# Голубово (Палкінський район)
Голубово (рос. Голубово) — присілок в Палкінському районі Псковської області Російської Федерації.
Населення становить 22 особи. Входить до складу муніципального утворення Качановська волость.

## Історія
Від 2015 року входить до складу муніципального утворення Качановська волость.

## Населення
| 2001 | 2002 | 2010 | 2016 |
| ---- | ---- | ---- | ---- |
| 25   | ↘17  | ↗27  | ↘22  |